# Sami Aldeeb
Sami Awad Aldeeb Abu-Sahlieh, né le 5 septembre 1949 à Zababdeh, près de Jénine en Cisjordanie, est un juriste palestinien et suisse.
Responsable du droit arabe et musulman à l'Institut suisse de droit comparé de 1980 à 2009, il enseigne également dans différentes universités en Suisse, en France et en Italie.
Il est l'auteur d'ouvrages et d'articles sur le droit arabe et musulman. Il a notamment publié en 2008 une édition bilingue du Coran, en arabe et en français restituant le texte en classant les sourates par ordre chronologique selon l'Azhar, avec renvoi aux variantes, aux abrogations et aux écrits juifs et chrétiens. Il a préparé une édition similaire en italien et en anglais, une édition arabe annotée et un ouvrage en arabe sur les erreurs linguistiques dans le Coran (voir publications). Il a aussi traduit la Constitution suisse en arabe pour la Confédération suisse.

## Biographie
Né dans une famille paysanne, chrétienne, à Zababdeh, près de Jénine, il étudie au petit séminaire du Patriarcat latin de Jérusalem à Bet-Jala, près de Bethléem de 1961 à 1965. Il entreprend quatre ans plus tard des études de tailleur à l'École technique des Pères salésiens de Bethléem] (1965-68). Ensuite, il pratique le métier de tailleur à Jénine et, parallèlement, travaille pour le Comité international de la Croix Rouge. En 1970, il obtient une bourse d'études de l'Œuvre Saint-Justin à Fribourg pour faire des études en Suisse.
Il obtient sa licence de droit à l'Université de Fribourg en avril 1974 avec la mention Cum laude, et s'inscrit simultanément pour un doctorat en droit à Fribourg et en sciences politiques à l'Institut universitaire de hautes études internationales de Genève. En janvier 1976, il obtient son diplôme de sciences politiques à Genève avec mention très bien. Son sujet de mémoire est intitulé : Le droit des peuples à disposer d'eux-mêmes, étude analytique de la doctrine marxiste-léniniste et de la position soviétique. Ensuite, il réside un an en Égypte afin d’effectuer des recherches pour sa thèse de doctorat intitulée L'impact de la religion sur l'ordre juridique, cas de l'Égypte, non-musulmans en pays d'Islam. Il soutient sa thèse en décembre 1978 à la Faculté de droit de l'Université de Fribourg avec mention Summa cum laude ; la promotion a lieu après la publication de la thèse le 14 novembre 1979. Il bénéficie pendant ses études d'une bourse de l'Œuvre Saint-Justin à Fribourg (1970-77) et d'une bourse de la Confédération suisse (1977-1979).
Pendant son séjour en Égypte (1976-77), il interviewe une quarantaine de personnalités égyptiennes, et compte publier ces interviews dans un proche avenir.
Il est fonctionnaire fédéral à l'Institut suisse de droit comparé de Lausanne du 1er novembre 1980 au 31 décembre 2009, en qualité de responsable du droit arabe et musulman. Dans le cadre de son travail, il établit des centaines d'expertises juridiques et d'avis de droit pour les autorités suisses et étrangères, les tribunaux, les avocats, les entreprises et les particuliers dans les domaines du droit de la famille, du droit successoral, du droit pénal et du droit commercial. Grâce à ses voyages dans les pays arabes, il crée à l'Institut suisse de droit comparé la meilleure collection de droit arabe et musulman d'Europe occidentale.
Le 29 juin 2009, il obtient son habilitation à diriger des recherches (HDR) de l'Université Bordeaux III, avec la mention Très honorable avec félicitations à l'unanimité. En février 2010, il obtient la qualification de Professeur des universités, accordée par le CNU, dans les sections 1 (droit privé) et 15 (arabe). 
Il est naturalisé suisse le 11 mai 1984.

## Enseignement et conférences
Sami Aldeeb a enseigné le droit arabe et musulman dans plusieurs universités : Institut de droit canonique de Strasbourg (1985-1991), Faculté de droit et de science politique d'Aix-en-Provence (depuis 2005), Faculté de droit de Palerme (depuis 2007), CERISDI de Palerme (depuis 2007), Faculté internationale de droit comparé de Strasbourg (depuis 2007), Faculté de droit de Trente (depuis 2010), Faculté de droit de Cergy-Pontoise (depuis 2010), Faculté de droit de Grenoble (depuis 2010), Facoltà di Teologia di Lugano (depuis 2011). Il a aussi donné des centaines de conférences dans différents pays.

## Distinctions
- 15 novembre 1981 : Prix Vigener de la Faculté de droit de Fribourg pour sa thèse de doctorat
- 21 novembre 2009 : Élu Académicien de "Studium - Accademia di Casale e del Monferrato per l'Arte, la Letteratura, la Storia, le Scienze e le Varie Umanità".
- 2019 :  Prix  “Swiss Stop Islamization”

## Engagements
Sami Aldeeb se dit chrétien. Il indique cependant ne pas croire en la révélation dans sa conception traditionnelle, et la définit non pas comme « la parole de Dieu à l'homme », mais « la parole de l'homme sur Dieu ». Il se veut laïc et lutte en faveur des droits de l'homme et contre la circoncision masculine et féminine, l'abattage rituel, les cimetières religieux, la peine de mort et la violence, sujets autour desquels tournent ses écrits et ses conférences. Palestinien, il est pour un seul État démocratique et laïc en Palestine/Israël et refuse tant l'État d'Israël que l'État de Palestine qu'il qualifie tous deux d'entités discriminatoires. Il estime que le Coran a été écrit par un rabbin. En 2009, il prend position pour l'initiative populaire « Contre la construction de minarets », estimant que la Constitution garantit le droit de prier et non pas de crier.

## Publications
- Le Coran, texte arabe et traduction française par ordre chronologique avec renvoi aux variantes, aux abrogations et aux écrits juifs et chrétiens, Createspace (Amazon), Charleston, 2e édition, 2016, 462 pages
- The Koran: Arabic text with the English translation in chronological order according to the Azhar with reference to variations, abrogations and Jewish and Christian writings, Createspace (Amazon), Charleston, 2016, 474 pages
- Il Corano: Testo arabo e traduzione italiana: per ordine cronologico secondo l’Azhar con rinvio alle varianti, alle abrogazioni ed agli scritti ebraici e cristiani, Createspace (Amazon), Charleston, 2017, 440 pages
- Koran in Arabic in chronological order: Koufi, Normal and Koranic orthographies with modern punctuation, references to variations, abrogations and ... and stylistic mistakes (Arabic Edition) (Arabic) Paperback – Large Print, April 29, 2016, 626 pages
- Al-Akhta' al-lughawiyyah fi al-Qur'an al-karim: Linguistic Errors in the Holy Koran (Arabic Edition) (Arabic) Paperback – Large Print, January 2, 2017, 500 pages
- La Fatiha et la culture de la haine: Interprétation du 7e verset à travers les siècles, Createspace (Amazon), Charleston, 2014, 120 pages
- Zakat, corruption et jihad : Interprétation du verset coranique 9:60 à travers les siècles, Createspace (Amazon), Charleston, 2015, 125 pages
- Alliance, désaveu et dissimulation : Interprétation des versets coraniques 3:28-29 à travers les siècles, Createspace (Amazon), Charleston, 2015, 245 pages
- Nulle contrainte dans la religion: Interprétation du verset coranique 2:256 à travers les siècles, Createspace (Amazon), Charleston, 2015, 201 pages
- Le jihad dans l’islam: Interprétation des versets coraniques relatifs au jihad à travers les siècles, Createspace (Amazon), Charleston, 2016, 254 pages
- Le droit des peuples à disposer d’eux-mêmes, étude analytique de la doctrine marxiste-léniniste et de la position soviétique, polycopié, IUHEI, 1976, 276 pages.
- Discriminations contre les non-juifs tant chrétiens que musulmans en Israël, Pax Christi, Lausanne, Pâques 1992, 36 pages.
- Le droit musulman de la famille et des successions à l’épreuve des ordres juridiques occidentaux, Sami Aldeeb et Andrea Bonomi (éd.), Publications de l’Institut suisse de droit comparé, Schulthess, Zürich, 1999, 353 pages.
- Les sanctions en droit musulman: passé, présent et avenir, Cahiers de l’Orient chrétien 6, CEDRAC (USJ), Beyrouth, 2007, 110 pages.
- Demain les islamistes au pouvoir? Conception musulmane de la loi et son impact en Occident, Association culturelle du Razès, Montréal d’Aude (France), 2009, 174 pages
- Discriminations contre les non-juifs tant chrétiens que musulmans en Israël, Pax Christi, Lausanne, Pâques 1992, 36 pages
- Non-musulmans en pays d’Islam: cas de l’Égypte, Createspace (Amazon), Charleston, 2e édition, 2012, 422 pages
- Les musulmans face aux droits de l’homme: religion & droit & politique, étude et documents, Verlag Dr. Dieter Winkler, P.O.Box 102665, D-44726 Bochum, 1994, 610 pages
- Les mouvements islamistes et les droits de l’homme, in: Herausforderungen Historisch-politische Analysen, Winkler, Bochum, 1998, 128 pages: Winkler
- Avenir des musulmans en Occident: cas de la Suisse, Createspace (Amazon), Charleston, 2e édition, 2012, 142 pages
- Cimetière musulman en Occident: Normes juives, chrétiennes et musulmanes, Createspace (Amazon), Charleston, 2e édition, 2012, 140 pages
- Circoncision masculine et féminine: Débat religieux, médical, social et juridique, Createspace (Amazon), Charleston, 2e édition, 2012, 528 pages
- Circoncision: Le complot du silence, Createspace (Amazon), Charleston, 2e édition, 2012, 194 pages
- Droit musulman et modernité: diagnostiques et remèdes, Createspace (Amazon), Charleston, 2014, 80 pages
- Introduction au droit arabe: droit de la famille et des successions, droit pénal, droit médical, droit socio-économique, Createspace (Amazon), Charleston, 2e édition, 2012, 534 pages
- Introduction au droit musulman: Fondements, sources et principes, Createspace (Amazon), Charleston, 2e édition, 2012, 470 pages
- L’Islam et la destruction des statues: Étude comparée sur l’art figuratif en droit juif, chrétien et musulman, Createspace (Amazon), Charleston, 2015, 108 pages
- Le changement de religion en Égypte, Createspace (Amazon), Charleston, 2013, 56 pages
- Le contrat d’entreprise en droit arabe: cas de l’Égypte: avec les dispositions des principaux codes arabes en différentes langues, Createspace (Amazon), Charleston, 2e édition, 2012, 318 pages
- Les musulmans en Occident entre droits et devoirs, Createspace (Amazon), Charleston, 2e édition, 2012, 244 pages
- Les successions en droit musulman: cas de l’Égypte: présentation, versets coraniques et dispositions légales, Createspace (Amazon), Charleston, 2e édition, 2012, 116 pages
- Manuel de droit musulman et arabe, Createspace (Amazon), Charleston, 2e édition, 2012, 292 pages
- Mariages mixtes avec des musulmans: Cas de la Suisse avec modèle de contrat en six langues, Createspace (Amazon), Charleston, 2e édition, 2012, 56 pages
- Projets de constitutions islamiques et déclarations des droits de l’homme dans le monde arabo-musulman, Createspace (Amazon), Charleston, 2e édition, 2012, 216 pages